# 华阳河水库
华阳河水库是中国湖北省襄阳市枣阳市境内的一座水库，位于滚水支流上，建于1966年。水库正常库容为7077万立方米，集雨面积为138.5平方千米，海拔为146米。